# Wurzeltheorie
Die Wurzeltheorie ist in der Wirtschaft eine Methodik, wonach bei der Bewertung von Vermögensgegenständen oder Sachgesamtheiten jene Wertveränderungen nach dem Bewertungsstichtag berücksichtigt werden dürfen, deren Ursache bereits vor dem Bewertungsstichtag liegt.

## Allgemeines
Das Bestimmungswort „Wurzel“ soll darauf hinweisen, dass die Wertveränderung zwar erst nach dem Stichtag erkennbar wird, ihre Wurzeln jedoch vor dem Stichtag lagen. Der Wurzeltheorie liegt das Verständnis zugrunde, dass nur die wirtschaftlichen Entscheidungen und Umweltzustände, die bis zum Bewertungsstichtag eingeleitet bzw. eingetreten sind und deren erwartete Wirkungen bereits mit hinreichender Wahrscheinlichkeit absehbar sind, den Objektivierungsanforderungen genügen. Spätere Entwicklungen dürfen bzw. müssen bei der Bewertung berücksichtigt werden, wenn die Wurzeln dieser Entwicklung bereits vor dem Bewertungsstichtag angelegt und erkennbar waren. Die spätere Entwicklung muss also im Zeitpunkt der Bewertung schon mit ausreichend hoher Wahrscheinlichkeit angelegt gewesen sein. Damit sind Tatsachen von der Berücksichtigung ausgeschlossen, die ihre Wurzeln erst in einem nach dem Bewertungsstichtag liegenden Zeitpunkt haben.
Als Wurzel sind Maßnahmen wie ein Umsetzungsbeschluss der Geschäftsführung des Unternehmens zu verstehen. Angelegt ist eine Entwicklung, wenn sie für einen Sachverständigen schon erkennbar ist.

## Anwendungsgebiete
Auf der Wurzeltheorie beruht im Rechnungswesen die Wertaufhellung. Das Wertaufhellungsprinzip ist in § 252 Abs. 1 Nr. 4 HGB kodifiziert, wonach „alle vorhersehbaren Risiken und Verluste, die bis zum Bilanzstichtag entstanden sind, zu berücksichtigen (sind), selbst wenn diese erst zwischen dem Bilanzstichtag und dem Tag der Aufstellung des Jahresabschlusses bekanntgeworden sind“.
Bei der Unternehmensbewertung gilt das Stichtagsprinzip, wonach die Wertermittlung zu einem bestimmten Zeitpunkt zu erfolgen hat. Dementsprechend ist dem Bundesgerichtshof (BGH) zufolge bei der Bewertung grundsätzlich von der Ertragskraft des Unternehmens nahe dem Bewertungsstichtag auszugehen.
Nach § 2311 BGB ist der Unternehmenswert zum Zeitpunkt des Erbfalls zu schätzen und deshalb ist auch die Ertragsprognose auf diesen Zeitpunkt abzustellen. Auf dieser Grundlage entwickelte der BGH im Januar 1973 erstmals die Wurzeltheorie im Zivilrecht, wonach die zwischen dem Bewertungsstichtag und der späteren Gerichtsentscheidung erkennbare Unternehmensentwicklung zu berücksichtigen ist. Die nach einem Bewertungsstichtag zu berücksichtigenden Ergebnisse sind solche, die bereits am Stichtag (oder davor) angelegt sind.
Auch das Institut der Wirtschaftsprüfer legt bei seinem Standard seit 2008 bei der Unternehmensbewertung die Wurzeltheorie zugrunde.

## International
In der Schweiz wird die Wurzeltheorie bei der Unternehmensbewertung prominent durch Carl Helbling vertreten, wobei der zitierten Quelle in der Schweiz eine herausragende Bedeutung zukommt. In Österreich wird diskutiert, dass insbesondere in Bezug auf die Wurzeltheorie eine pauschale Fortsetzung der Effizienzgewinne eines Unternehmens in eine unendliche Zukunft nur in Sonderfällen plausibel sein kann.
Im englischen Recht haben einige Gerichte in Einzelfällen Überlegungen angestellt, der die Wurzeltheorie zugrunde liegt.